# Attentat du 22 avril 2022 à Kondoz
L'attentat du 22 avril 2022 à Kondoz est survenu le 22 avril 2022 lorsque la mosquée soufie Mawlawi Sekandar de Kondoz, en Afghanistan, a été bombardée, faisant 33 morts et 43 blessés.

## Attentat
L'attaque s'est produite dans l'après-midi à la mosquée Khanaqa-e-Malawi Sikandar dans le district d'Imam Sahib (en). L'explosion qui a suivi a complètement détruit l'un des murs et brisé le verre à travers la pièce. Les pertes étaient lourdes, un témoin se souvenant de "20 à 30 corps" dans les ruines du bâtiment. Un autre habitant qui a été l'un des premiers à se rendre sur les lieux a déclaré que "tous ceux qui adoraient à l'intérieur de la mosquée ont été soit blessés, soit tués". Les rapports indiquaient initialement que deux personnes avaient été tuées et six blessées, mais le porte-parole du gouvernement Zabihullah Mujahid a déclaré plus tard qu'au moins 33 personnes étaient mortes et 43 blessées.
Aucun groupe n'a revendiqué la responsabilité.